# Kyeemagh, New South Wales
Kyeemagh este o suburbie în Sydney, Australia.